# ووشو

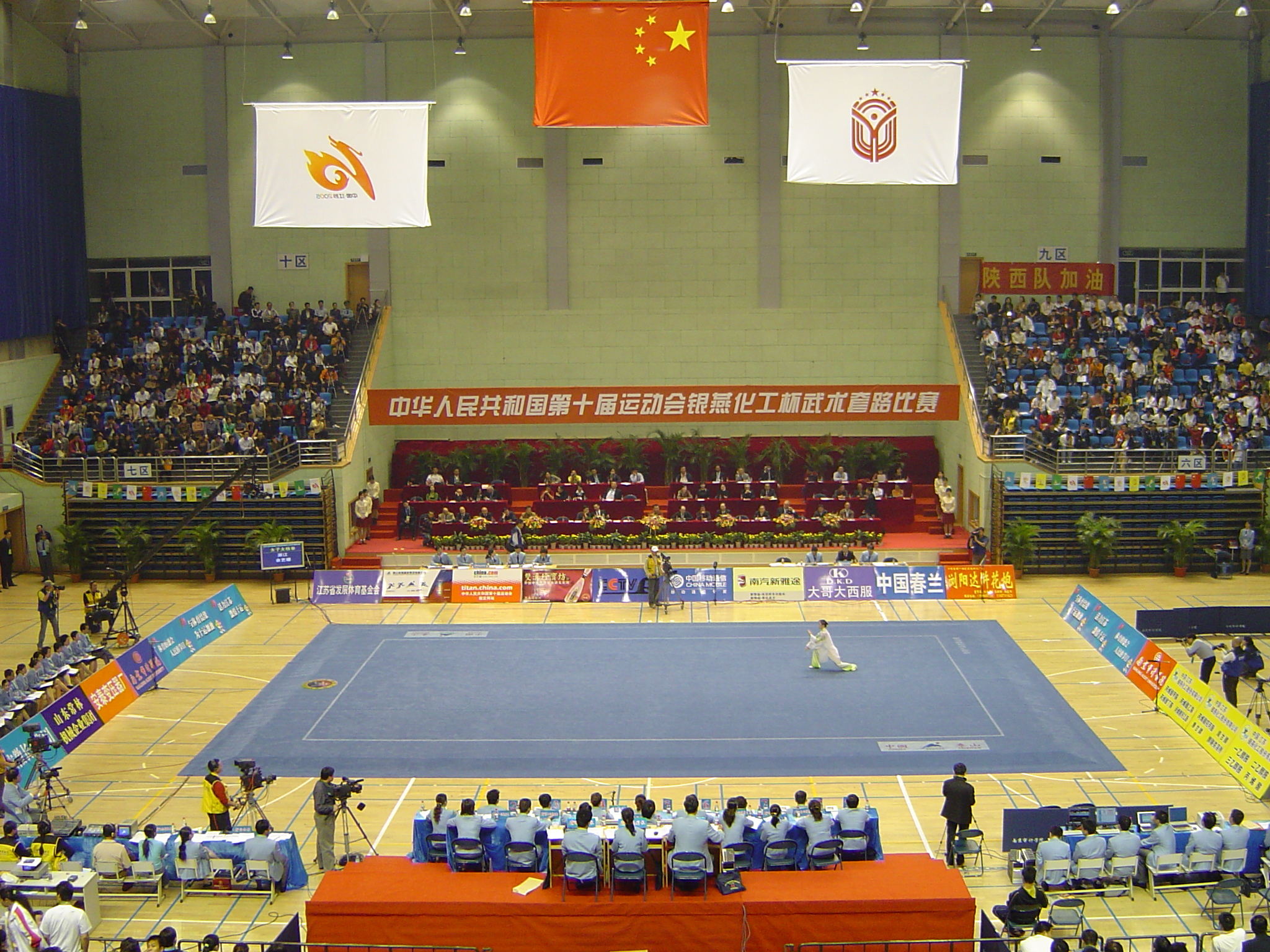
ووشو

الووشو هي رياضة استعراض والتحام كامل نابعة من الفنون القتالية الصينية. وتطورت تلك اللعبة كثيرًا في الصين بعد سنة 1949، في محاولة لوضع معايير لممارسة الفنون القتالية التقليدية الصينية، ومع ذلك فإن محاولات هيكلة الفنون القتالية المتعددة غير المركزية يرجع تاريخها إلى ما قبل ذلك حينما أسس معهد جوشو المركزي (Central Guoshu Institute) في نانجينغ (Nanking) سنة 1928. والمصطلح ووشو هو لفظ صيني يعني «الفنون القتالية» (武 «وو» = عسكري أو قتالي، 术 «شو» = فن). وفي العصور الحديثة، أصبحت الووشو رياضة عالمية من خلال الاتحاد الدولي للووشو (IWUF) الذي يقيم بطولات العالم للووشو كل عامين، وأقيمت أول بطولات العالم سنة 1991 في بكين وفاز بها يوان وين كينج.
تتكون الووشو التنافسية من نظامين: تاولو (套路؛ الأشكال وساندا (散打؛ التدريب). وتتضمن التاولو قوالب ومناورات لـفنون قتالية يقيّم على أساسها المتنافسون ويمنحون نقاطًا وفقًا لقواعد خاصة. وتتكون هذه القوالب من حركات أساسية (الوقفات والركلات واللكمات والاتزان والقفزات والضربات والرميات) تأسيسًا على التصنيفات الكلية لأساليب الفنون القتالية الصينية التقليدية وقد تغير في المنافسات التي تهتم بإبراز القوة. والأشكال التنافسية محددة بزمن يتراوح بين دقيقة وعشرين ثانية في بعض الأنماط المظهرية إلى ما يزيد عن خمس دقائق في الأنماط الداخلية. ازداد اهتمام المنافسين في رياضة الووشو الحديثة بالتدريب على التقنيات الهوائية مثل قفزات وركلات 540 و720 وحتى 900 درجة لرفع درجة الصعوبة والأسلوب في حركاتهم.
ساندا (تسمى سانشو أو لي تاي أحيانًا) هي طريقة حديثة في القتال ورياضة تأثرت بالملاكمة الصينية، طرق مصارعة صينية تسمى شواي جياو وتقنيات تصارع صينية أخرى مثل تشين نا. ولها نفس الجوانب القتالية للووشو. ويظهر تشابه كبير بين الساندا وكيك بوكس أو موياي تاي، لكنها تشمل تقنيات تصارع أكثر. وغالبًا ما تقام منافسات قتال الساندا مع التاولو أو المنافسات الشكلية.

## الحواشي
1. ↑  "Kung Fu Fighting for Fans". نيوزويك. 18 فبراير 2010. مؤرشف من الأصل في 2008-08-30.
2. ↑  Wren، Christopher (11 سبتمبر 1983). "OF MONKS AND MARTIAL ARTS". New York Times. مؤرشف من الأصل في 2018-09-11. اطلع عليه بتاريخ 2010-08-11.
3. ↑  Fu، Zhongwen (1996, 2006). Mastering Yang Style Taijiquan. Louis Swaine. Berkeley, California: Blue Snake Books. ISBN:1-58394-152-5 (trade paper). {{استشهاد بكتاب}}: تحقق من التاريخ في: |سنة= (مساعدة) وتأكد من صحة |isbn= القيمة: حرف غير صالح (مساعدة)
4. ↑  Lee, Sb; Hong, Jh; Lee, Ts (2007). "Wu Shu". Conference proceedings : ... Annual International Conference of the IEEE Engineering in Medicine and Biology Society. IEEE Engineering in Medicine and Biology Society. Conference. British Kung Fu Association. ج. 2007: 632–5. DOI:10.1109/IEMBS.2007.4352369. PMID:18002035. مؤرشف من الأصل في 2018-09-11. اطلع عليه بتاريخ 2008-08-27.{{استشهاد بدورية محكمة}}:  صيانة الاستشهاد: أسماء متعددة: قائمة المؤلفين (link)
5. ↑  International Wushu Federation. Wushu Sport. نسخة محفوظة 04 سبتمبر 2014 على موقع واي باك مشين. [وصلة مكسورة]
6. ↑  Wu، Raymond (2007). Fundamentals of High Performance Wushu: Taolu Jumps and Spins. Lulu. ISBN:978-1-4303-1820-0.

## كتب تدريبية
- Mastering WUSHU by Jiang Bangjun and Emilio Alpanseque, ISBN 978-1-933901-31-2.
- Fundamentals of High Performance Wushu: Taolu Jumps and Spins by Raymond Wu, ISBN 978-1-4303-1820-0.
- Kung Fu Elements, Liang, Shou-Yu and Wu, Wen-Ching, ISBN 1-889659-17-7

## وصلات خارجية
- International Wushu Federation – Official Website